# John Stallworth
Pro Football Hall of Fame 2002
(en) Statistiques sur pro-football-reference
Johnny Lee « John » Stallworth, né le 15 juillet 1952 à Tuscaloosa (Alabama), est un joueur américain de football américain ayant évolué au poste de wide receiver pour les Steelers de Pittsburgh entre 1974 et 1987. Il a remporté quatre Super Bowls (IX, X, XIII, XIV) avec les Steelers. Il est considéré comme l'un des meilleurs receveurs de l'histoire du football américain. Sélectionné au quatrième tour en 1974, Stallworth complète 537 réceptions pour un total de 8 723 yards et 63 touchdowns. Son total de réceptions est le record de la franchise des Steelers jusqu'en 2005 lorsqu'il est dépassé par Hines Ward. Sélectionné trois fois au Super Bowl, Stallworth est élu deux fois meilleur joueur de la saison des Steelers. Il est intronisé au Pro Football Hall of Fame en 2002.